# Saint-Savin (Altos Pirineos)

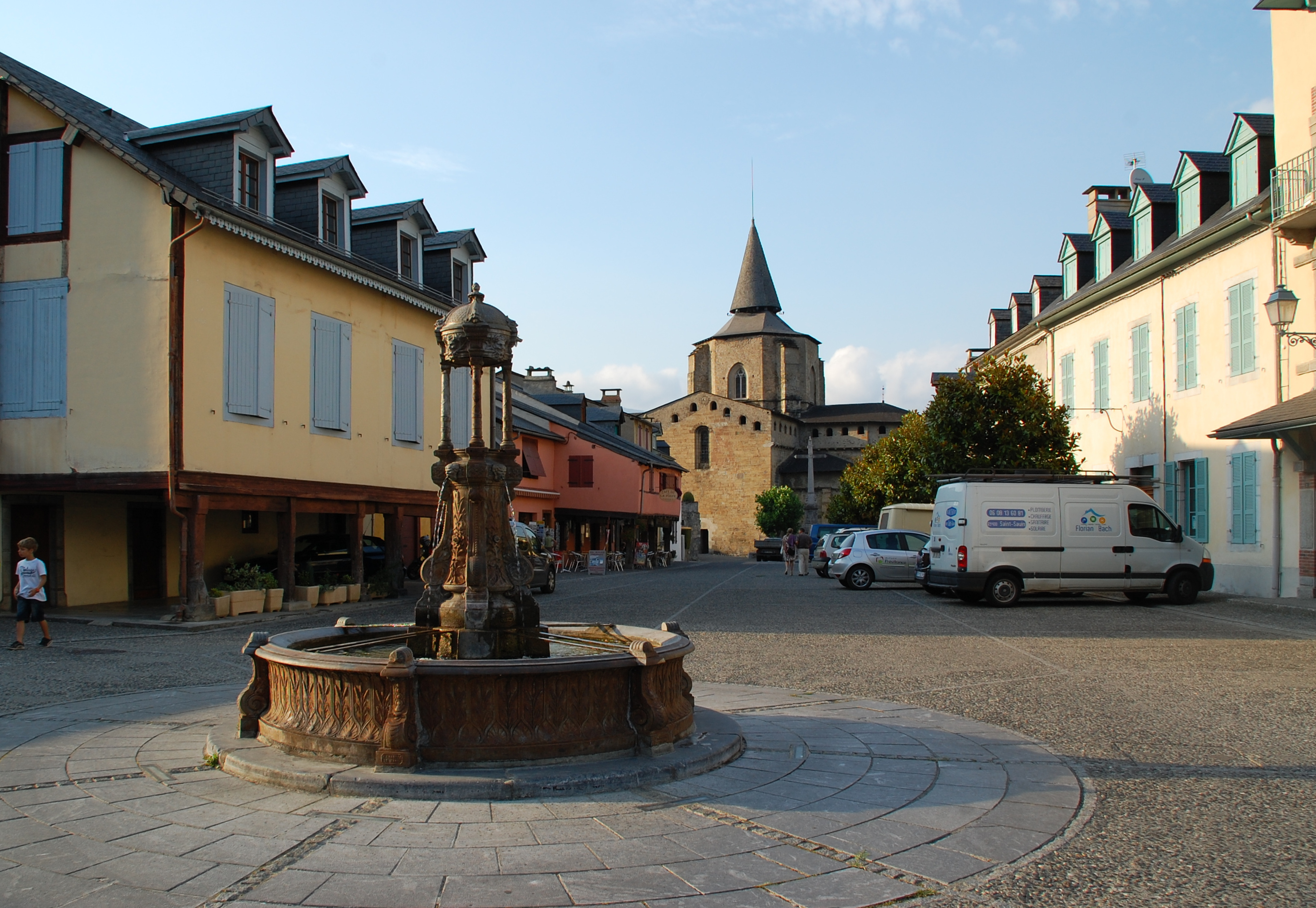
Place du Trey

Saint-Savin es una comuna francesa situada en el departamento de Altos Pirineos, en la región de Occitania.

## Demografía

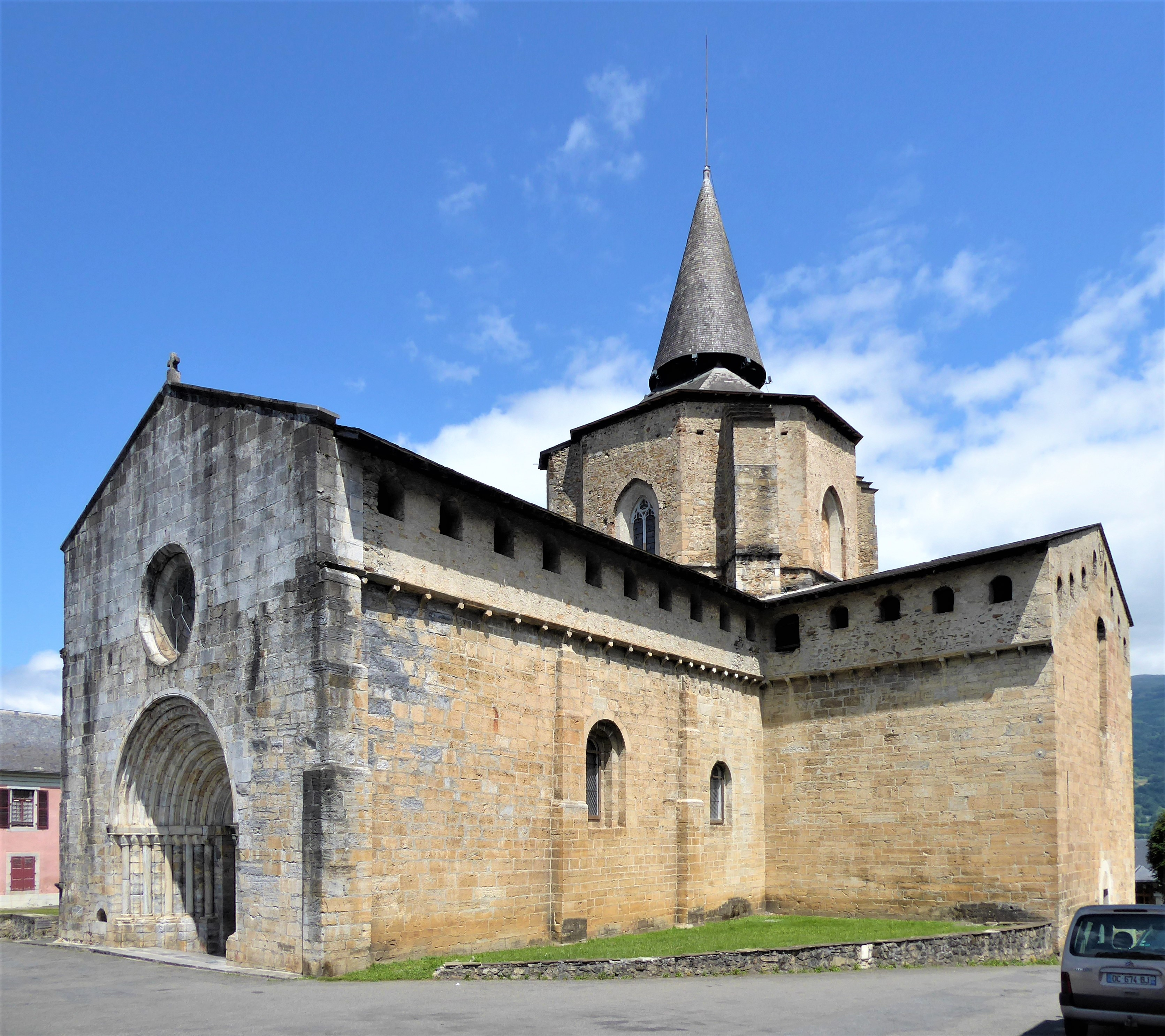
Abadía de St Savin, monumento histórico de Francia

| 373 | 377 | 327 | 316 | 331 | 353 | 377 | 364 |
| Para los censos de 1962 a 1999 la población legal corresponde a la población sin duplicidades (Fuente: INSEE [Consultar]) |     |     |     |     |     |     |     |

## Lugares y monumentos
- Abadía de St Savin
- Capilla Notre-Dame de Piétat

## Personalidades vinculadas al municipio
- El escritor Paulo Coelho está muy vinculado a la localidad y en su libro A orillas del río Piedra, me senté y lloré hay una escena cerca de la fuente de Saint-Savin.